# Schiffsausrüster

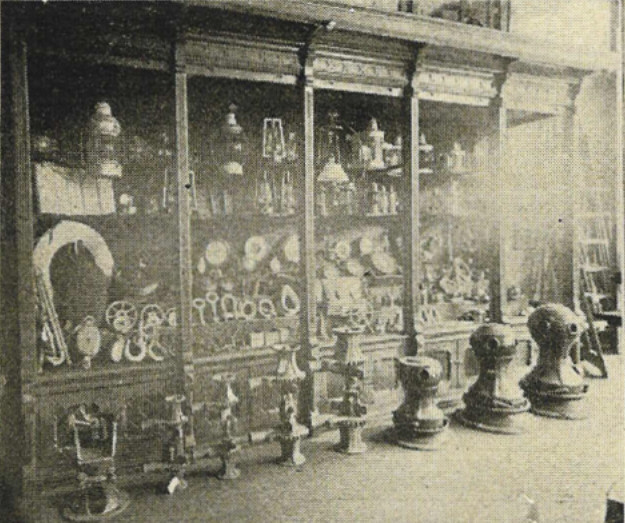
Schiffsausrüstungsabteilung der Seattle Hdwr. Co. (um 1900)

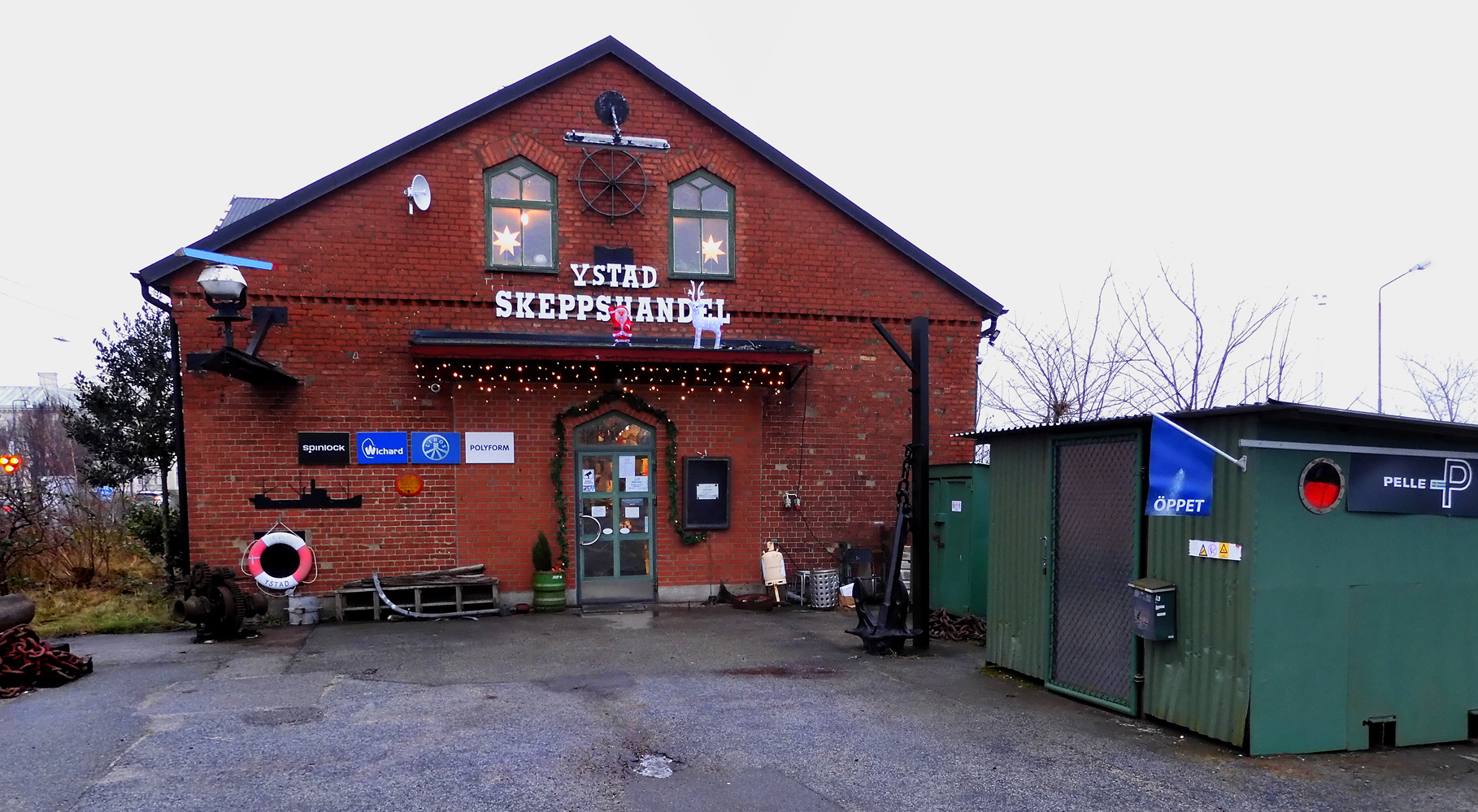
Ystads Schiffsausrüster 2021.

Ein Schiffsausrüster oder Schiffshändler (englisch: Ship supplier oder Ship chandler) ist ein Versorgungsbetrieb der Seeschifffahrt.

## Einzelheiten
Schiffsausrüstungsunternehmen beliefern Seeschiffe mit sämtlichen in der Schifffahrt benötigten Waren. Das umfasst Verbrauchsgüter wie Proviant, Getränke und Genussmittel (insbesondere Zollverschlusswaren), Teile des Decks- und Maschinenbedarfs, Drahtseile und Tauwerk, nautische Artikel, Seenot-Ausrüstung, Ersatzteile, aber auch andere Dinge, die zum Betrieb eines Schiffes notwendig sind. Schiffsausrüster verfügen über Warenlager in Freihäfen oder Zollläger im Zollinland, da sie zu einem erheblichen Teil mit unverzollten ausländischen und verbrauchsteuerfreien EU-Waren handeln. Treib- und Schmierstoffe gehören normalerweise nicht zum Lieferspektrum eines Schiffshändlers.
Eigene Unternehmen, die sich als Schiffsausrüster betätigten, entwickelten sich vor etwa 200 Jahren parallel zum Anwachsen internationaler Schifffahrtslinien. Die Wurzeln dieser Entwicklung zum ausschließlichen Schiffsausrüstungsunternehmen liegen in England, dessen Schifffahrtsentwicklung dem Rest der Welt um mehrere Jahrzehnte vorauseilte. Insbesondere der Siegeszug der Dampfschiffe mit ihren kürzeren Hafenliegezeiten führte zu zahlreichen Geschäftsmöglichkeiten und Neugründungen von Unternehmen, die Schiffe belieferten. Die ältesten britischen Schiffsausrüsterfirmen existieren seit rund zweihundert Jahren. In Deutschland lassen sich die ersten spezialisierten Betriebe für die Zeit nach 1830 nachweisen.
Im 19. Jahrhundert vergrößerte sich zum einen das Lieferspektrum der beteiligten Firmen und die Ausrüstung der Schiffe im Hafen nahm zu. Waren bisher die meisten Betriebe eher nebenbei mit der Belieferung von Schiffen beschäftigt, so bildete sich in dieser Zeit der Schiffsausrüster als spezialisierter Hafenbetrieb heraus. Proviant und Ausrüstung wurde in jenen Tage für mindestens ein halbes Jahr an Bord genommen. Daher gründeten häufig ehemalige Kapitäne, die auf eigene Erfahrungen zurückgreifen konnten, derartige Betriebe.
Die deutschen Schiffsausrüstungsbetriebe sind im Verband Deutscher Schiffsausrüster zusammengeschlossen, der Weltverband dieses Gewerbezweiges ist die International Ship Suppliers & Services Association (ISSA). Der ISSA gehörten 2012 weltweit 43 nationale Schiffsausrüsterverbände mit ungefähr 1.200 Mitgliedern sowie 460 assoziierte Mitglieder aus 50 Ländern ohne nationalen Verband an. Die ISSA gibt seit 1978 einen technischen Schiffsausrüstungskatalog namens 'ISSA Ship Stores Catalogue' heraus. Er dient der Güterspezifizierung und Auftragsvereinfachung; die ungefähr 25.000 aufgelisteten Schiffsausrüstungs-Artikel können jeweils anhand einer Codenummer leicht identifiziert und bestellt werden. Die ISSA hat bei der IMO Beobachterstatus.